# Babina pleuraden
Babina pleuraden es una especie de anfibio anuro de la familia Ranidae.

## Distribución geográfica
Esta especie es endémica de la República Popular China. Se encuentra:
- en Sichuan;
- en Guizhou;
- en Yunnan.[3]

Su presencia es incierta en Birmania.

## Farmacología
Se ha encontrado una nueva familia de péptidos antimicrobianos en la piel de Babina pleuraden. Los miembros de esta nueva familia han sido referidos como pleurain-As en referencia a esta especie.

## Publicación original
- Boulenger, 1904 : Descriptions of new Frogs and Snakes from Yunnan. Annals and Magazine of Natural History, sér. 7, vol. 13, p. 130-135[4]